# Pfenderininae
Pfenderininae es una subfamilia de foraminíferos bentónicos de la familia Pfenderinidae, de la superfamilia Pfenderinoidea, del suborden Orbitolinina y del orden Loftusiida. Su rango cronoestratigráfico abarca desde el Liásico (Jurásico inferior) hasta el Santoniense (Cretácico superior).

## Discusión
Clasificaciones previas incluían Pfenderininae en la superfamilia Ataxophragmioidea, así como en el suborden Textulariina del orden Textulariida o en el orden Lituolida.

## Clasificación
Pfenderininae incluye a los siguientes géneros:
- Dobrogelina †
- Drevennia †
- Pfenderella †
- Pfenderina †

Otros géneros asignados a Pfenderininae y clasificados actualmente en otras subfamilias y/o familias son: 
- Accordiella †, ahora en la familia Chrysalidinidae
- Pseudopfenderina †, ahora en la subfamilia Pseudopfenderininae
- Sanderella †, ahora en la subfamilia Paleopfenderininae
- Satorina †, ahora en la subfamilia Paleopfenderininae
- Steinekella †, ahora en la subfamilia Paleopfenderininae